# Hydrichthys boycei
Hydrichthys boycei is een hydroïdpoliep uit de familie Hydrichthyidae. De poliep komt uit het geslacht Hydrichthys. Hydrichthys boycei werd in 1916 voor het eerst wetenschappelijk beschreven door Warren. 